# Église Saint-Raphaël de Vilnius
Pour les articles homonymes, voir Église Saint-Raphaël.
L'église de l'Archange Saint-Raphaël est une ancienne église jésuite, aujourd'hui église paroissiale de l'archidiocèse de Vilnius ; autrefois dans les faubourgs, elle se trouve sur la rive droite de la ville de Vilnius, près du Pont Vert.
Les messes y sont célébrées en polonais et en lituanien.

## Histoire

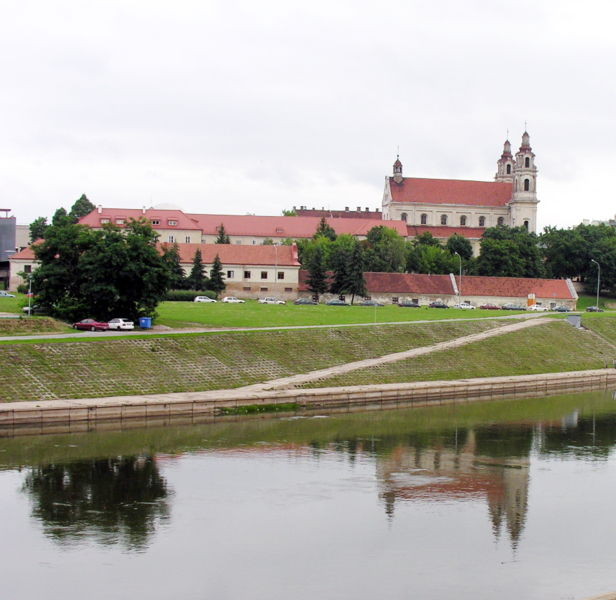
Vue de côté, avec l'ancien monastère

Une église jésuite de style baroque tardif est construite en 1702-1709 dans ce lieu excentré à l'époque, grâce aux dons du riche seigneur Casimir-Jean Sapieha, avec l'appui de l'hetman Michel-Casimir Radziwill. Les Jésuites avaient déjà dans le centre de la ville leur fameuse université desservie par l'église des Saints-Jean. Ils construisent donc une grande maison religieuse attenante à l'église Saint-Raphaël, terminée en 1740, pour leurs séjours et leurs exercices spirituels. Quant à l'église, elle est finalement rénovée en pierre et les travaux se poursuivent jusque vers 1735. L'église quadrangulaire a trois nefs de type basilical avec un fronton flanqué de deux tours symétriques. Les ornements baroques sont variés et divers. Les murs sont puissants, mais le style de l'église n'appartient pas au baroque de Vilnius (comme l'appréciait l'architecte Johann Christoph Glaubitz), mais plutôt à un style de transition entre le baroque et le rococo, comme les ajouts de l'architecte Diederstein le démontrent. En effet la façade avec ses volutes, ses niches et ses ornements donne une impression de grâce et de légèreté.
Cependant, comme dans d'autres monarchies européennes, les Jésuites sont chassés du grand-duché de Lituanie, en 1773. leur maison et leur église sont données aux Piaristes, fondés par saint Joseph de Calasanz. L'église devient paroissiale en 1791 et l'école et le monastère des religieux sont vendus en 1794 à la couronne impériale russe qui y installe une caserne. Vilnius appartient alors (sous le nom de Vilna) à la Russie, après le partage de la Pologne entre les souverains autrichien, prussien et russe.
Les Français de la Grande Armée y installent un dépôt de munitions, lorsqu'ils arrivent à Vilna en juin 1812 et saccagent l'église. Celle-ci est restaurée dans les années 1820 et sert de paroisse aux quartiers environnants qui se peuplent de plus en plus, mais elle est confisquée en 1832 (après l'agitation de 1831) pour servir d'entrepôt militaire, puis finalement rendue au culte en 1860, pour ne plus jamais fermer, même à l'époque du régime de la république socialiste soviétique de Lituanie.
L'autel rococo, encadré de colonnes légères avec des piédestaux et des groupes de sculptures de saints, est surmonté d'un tableau de Szymon Czechowski, auteur de bon nombre de peintures religieuses imposantes dans la région.
L'ensemble architectural est restauré en 1975 et le monastère abrite désormais des services du ministère de la culture du pays.

## Galerie

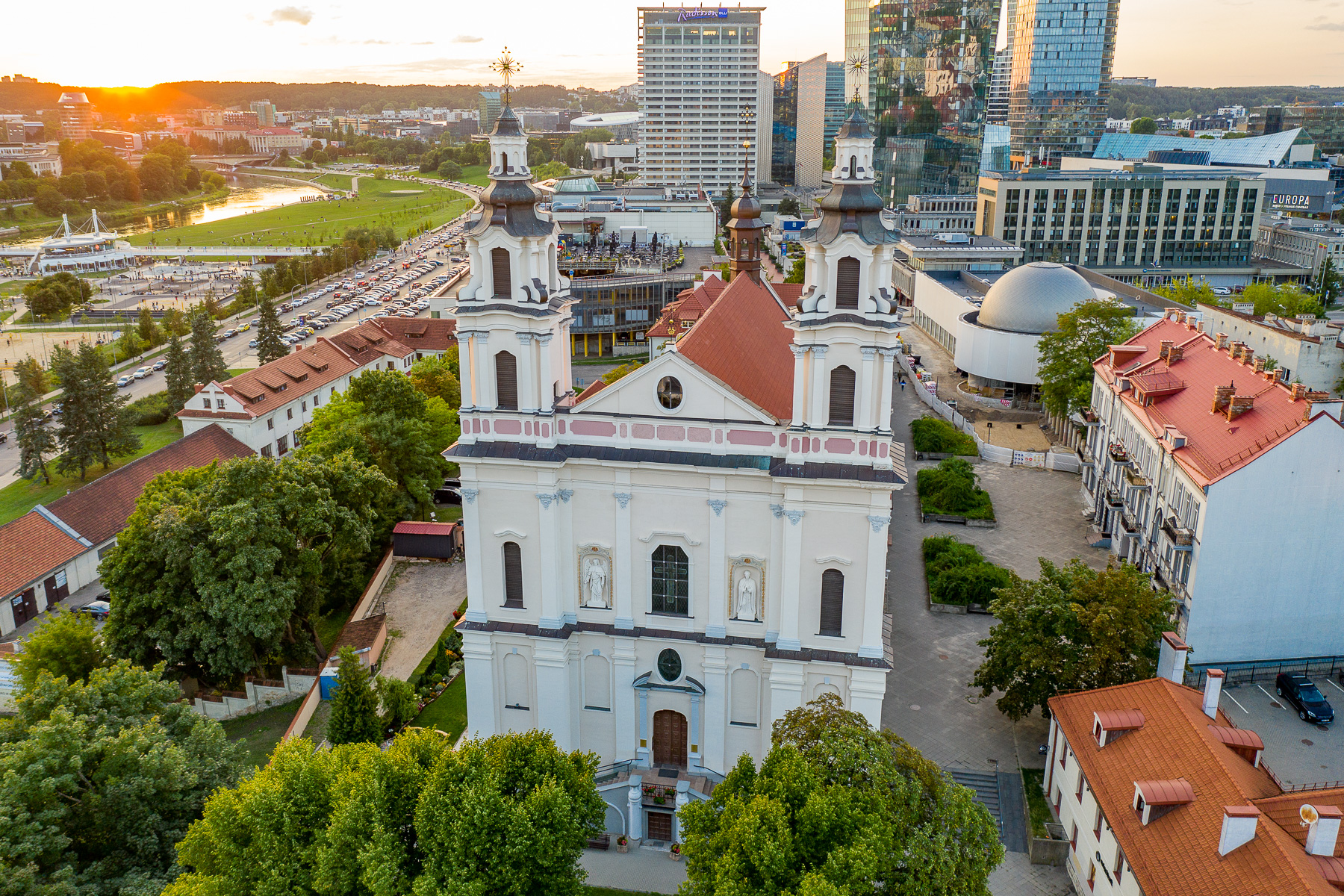
Vue aérienne.
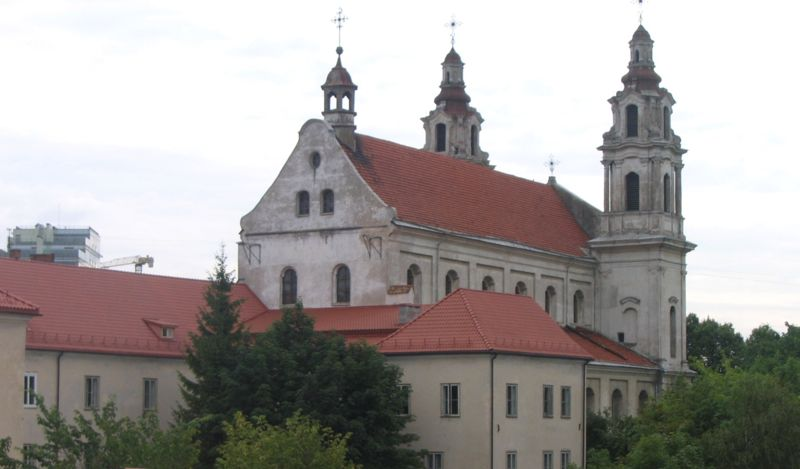
Vue de l'arrière de l'église avec les anciens bâtiments jésuites.
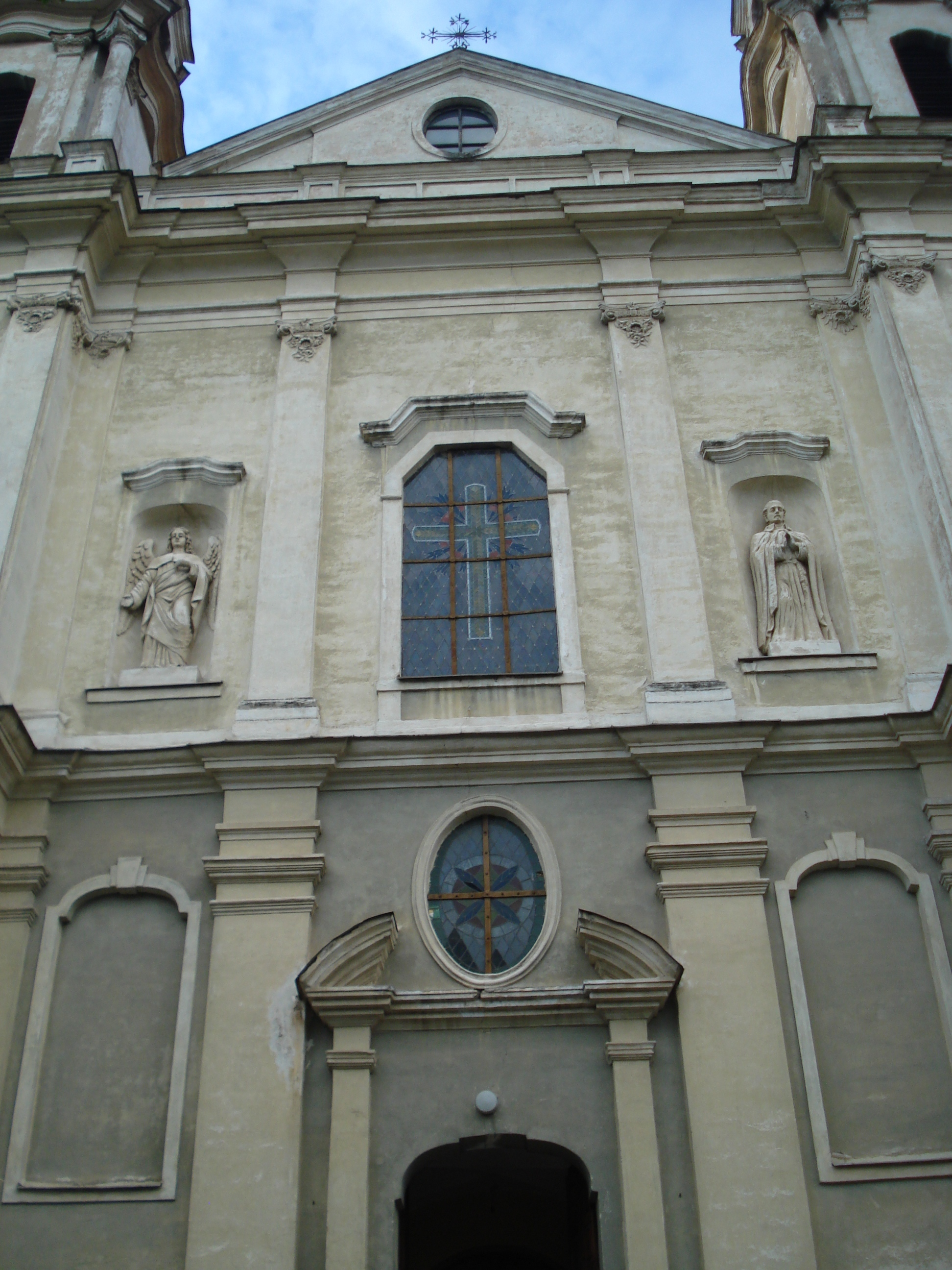
Détail de la façade avec les statues de l'archange Raphaël et de saint Joseph de Calasanz.
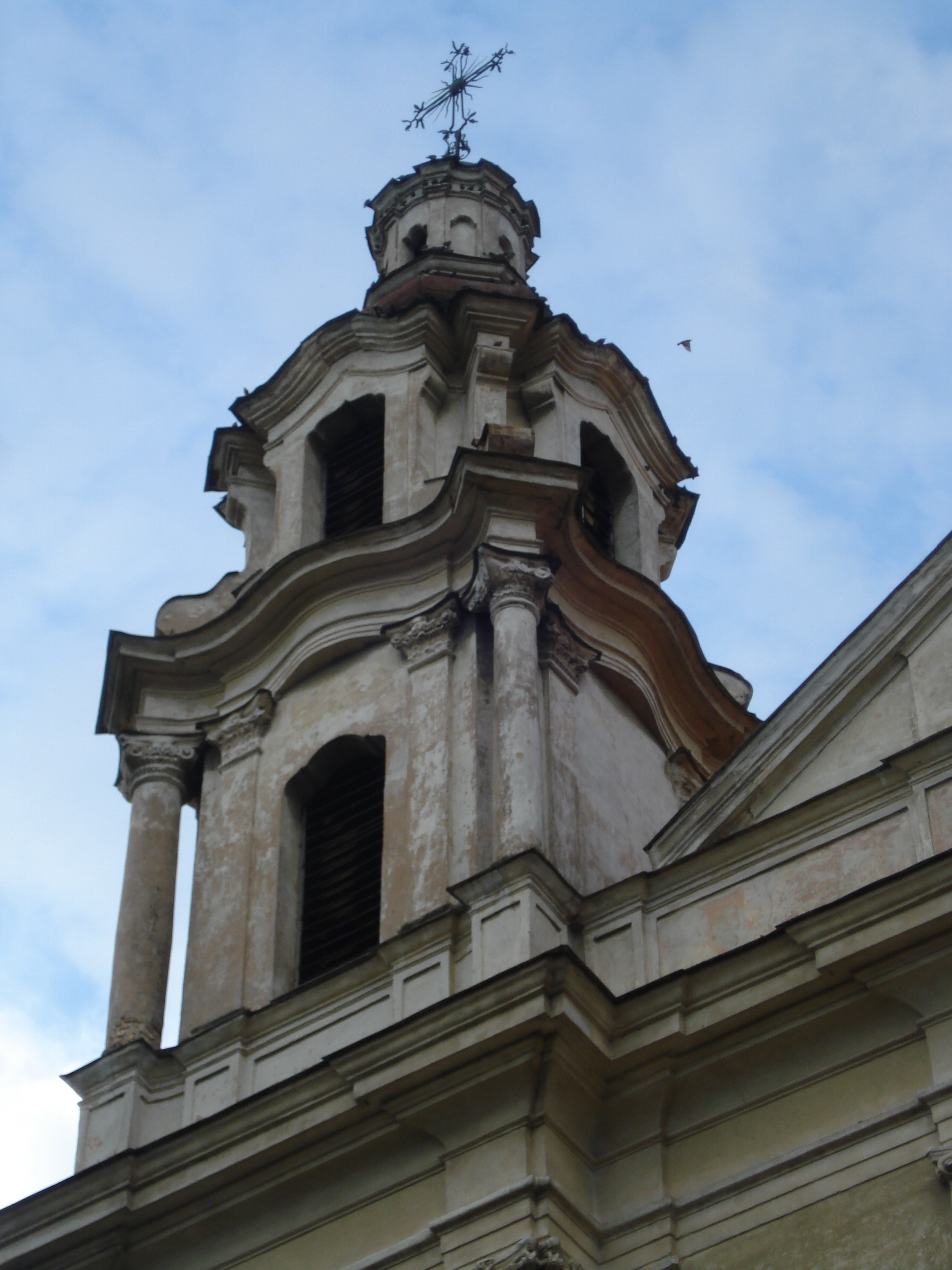
Détail de la tour de gauche.